# Mario Majkić
Mario Majkić (Eslovenia, 21 de enero de 1984) es un árbitro esloveno de baloncesto. Pertenece a la Košarkarska zveza Slovenije (KZS) y es oficial habitual de EuroLeague Basketball —Euroliga y EuroCup— además de la ABA Liga. Figura en el listado oficial de árbitros de la Euroliga y en el cuerpo arbitral de la ABA.

## Trayectoria
Formado en el arbitraje esloveno, Majkić se consolidó en la ABA Liga a inicios de la década de 2010 —con designaciones documentadas en 2011 y 2012— y dio el salto a las competiciones de EuroLeague Basketball desde la temporada 2013–14 en la EuroCup. En Euroliga figura en actas al menos desde 2017–18 y se ha mantenido como árbitro de temporada regular y fases decisivas.

## Euroliga y EuroCup
- EuroCup: 2013–14 – presente (primeras designaciones documentadas).[11][12]
- Euroliga: 2017–18 – presente (en actas y listado oficial).[13][14]

Partidos destacados (selección)
- Euroliga RS 2018–19: CSKA Moscú – Bayern Múnich (17/01/2019).[15]
- Euroliga RS 2024–25 (J17): Virtus Segafredo Bologna – Valencia Basket (20/12/2024).[16]
- EuroCup 2013–14 (RS): Virtus Roma – ALBA Berlin (29/10/2013).[17]
- EuroCup 2013–14 (RS): Maccabi Haifa – UNICS Kazán (16/10/2013).[18]

## ABA Liga
Majkić ha sido un árbitro estable de la ABA Liga durante más de una década, con designaciones en liga regular y playoffs. Entre otras, dirigió el 3.º partido de la final ABA 2019 en Podgorica (Budućnost–Crvena zvezda) y encuentros de la 2024–25.

## Reconocimientos
- Presencia continuada en el listado oficial de árbitros de EuroLeague Basketball.[3]